# 沼泞碱茅
沼泞碱茅（学名：Puccinellia limosa），为禾本科碱茅属下的一个植物种。